# Hūkī
Hūkī (persiska: هوكی) är en ort i Iran.   Den ligger i provinsen Lorestan, i den västra delen av landet, 400 km sydväst om huvudstaden Teheran. Hūkī ligger 1 449 meter över havet och antalet invånare är 246.
Terrängen runt Hūkī är kuperad. Runt Hūkī är det ganska tätbefolkat, med 72 invånare per kvadratkilometer. Närmaste större samhälle är Khorramābād, 12,7 km väster om Hūkī. Trakten runt Hūkī består i huvudsak av gräsmarker.